# 侵害行政
侵害行政（しんがいぎょうせい、ドイツ語: Eingriffsverwaltung）とは、市民の権利や自由に制限を加える行政活動のことである。

## 概説
行政活動には、給付行政と侵害行政がある。前者の主なものは、許可や認可、侵害行為の取消しおよび撤回であり、後者の主なものとしては禁止や受益的行為の取消しおよび撤回などがある。その例として、課税処分が挙げられ、この場合は市民の財産権が侵害される。

## 歴史的背景
19世紀、市民革命後の近代国家において、アダム・スミスは自由放任主義を提唱した。その中で、国家の果たすべき役割は限定的であるべきだという夜警国家的思想のもとで、法の役割もまた、国家権力を限定するべき存在であるとの考えが生じた。そのような流れの中で、市民の関心は、自身の権利自由に制約のかかる、侵害行政へと向けられていった。

## 侵害行政における契約
侵害行政の領域における行為形式は、給付行政とは異なり行政行為であるため、契約方式は認められないと解釈されてきた。しかし、侵害行政の領域においても公害防止協定や、地方公共団体における開発負担金や教育負担金の例があるため、契約方式が全く認められないわけではない。

## 職権による行政行為の取消し
侵害行政における行政行為の取消しは、相手方の利益を損なわせるものでない限り、自由に行うことができるが、第三者や公共の利益を損なう可能性のある場合は、取消し行為が制限される場合がある。
取消訴訟や不服申立てでは、違法の行政処分の取消しの場合と同様に、公益が認められる場合には、その行為の取消しが制限される

。